# Michery
Michery település Franciaországban, Yonne megyében. Lakosainak száma 1080 fő (2022. január 1.). Michery Gisy-les-Nobles, La Chapelle-sur-Oreuse, Plessis-Saint-Jean, Pont-sur-Yonne, Serbonnes, Sergines és Villemanoche községekkel határos.

## Földrajza
Szomszédos települések:
Pont-sur-Yonne kanton:
Gisy-les-Nobles, Pont-sur-Yonne és Villemanoche;
Sergines kantonban (Sens kerület):
La Chapelle-sur-Oreuse, Plessis-Saint-Jean, Serbonnes és Sergines.

## Története
A területen bronzkor végére visszanyúló temetkezési helyeket találtak.
A 13. században itt alapították a Cour Notre-Dame ciszterci apátságot.
Micheryben fedezték fel először a filoxéra fertőzést a Yonne alsó völgyében, 1886. június 18-án.

## Éghajlata
2010-ben a község éghajlata a Centre National de la Recherche Scientifique (CNRS) által az 1971-20001 közötti időszakra vonatkozó adatsorok alapján készített tanulmány szerint a középső és északi síkságok óceáni éghajlatának degradált változata. A Météo-France 2020-ban közzétette a kontinentális Franciaország éghajlatának tipológiáját, amelyben a település a megváltozott óceáni éghajlatnak van kitéve, és a Párizsi-medence északkeleti éghajlati régiójában található, amelyet közepes napsütés, az év folyamán egyenletesen eloszló átlagos csapadékmennyiség és hideg tél (3°C)2 jellemez.
Az 1971-2000 közötti időszakban az éves átlaghőmérséklet 11,2 °C volt, az éves hőmérsékleti tartomány 15,4 °C volt. Az átlagos éves csapadékösszeg 721 mm, ebből 11,6 nap csapadék esik januárban és 7,4 nap júliusban1. Az 1991-2020 közötti időszakban a Météo-France legközelebbi meteorológiai állomásán, a légvonalban 13 km-re lévő Sens településen3 található "Sens"-ben mért éves átlaghőmérséklet 11,9 °C, az átlagos éves csapadékösszeg pedig 644,7 mm. Az ezen az állomáson mért legmagasabb hőmérséklet 42,4 °C, amelyet 2019. július 25-én mértek; a legalacsonyabb hőmérséklet -22,6 °C, amelyet 1956. február 14-én mértek 1,4,5 megjegyzés.
A település éghajlati paramétereit az évszázad közepére (2041-2070) különböző üvegházhatásúgáz-kibocsátási forgatókönyvek szerint becsültük meg az új DRIAS-20206 referencia éghajlati előrejelzések alapján. Ezek a Météo-France által 2022 novemberében közzétett külön erre a célra létrehozott weboldalon7 megtekinthetők.

## Népesség
A település népességének változása:
| Lakosok száma | 1043 | 1023 | 1053 | 1048 | 1062 | 1067 | 1071 | 1086 | 1080 |
|               | 2013 | 2015 | 2016 | 2017 | 2018 | 2019 | 2020 | 2021 | 2022 |

## Fordítás
Ez a szócikk részben vagy egészben  a   Michery című francia Wikipédia-szócikk fordításán alapul.  Az eredeti cikk szerkesztőit annak laptörténete sorolja fel. Ez a jelzés csupán a megfogalmazás eredetét és a szerzői jogokat jelzi, nem szolgál a cikkben szereplő információk forrásmegjelöléseként.